# Supia veža
Supia veža (česky Supí věž, polsky Sępia Turnia, německy Chmielowski-spitze, maďarsky Chmielowskicsúcs) je ostře špičatá věž v hlavní ose rozsochy, mezi Supí štěrbinou (Větrným štítem) a Štěrbinou pod Střapatou věží ve Vysokých Tatrách.

## Název
Jméno věže nemá nic společného se supy.[zdroj⁠?!] Sup se nikdy ve Vysokých Tatrách neusadil. Když se velmi dávno masivně vypásaly tatranské stráně, pastýři vídali supa hnědého, který sem přilétal z podunajských nížin nakrmit se uhynulým dobytkem. Tehdy ještě Supí věž neměla pojmenování. Pastýři si supa zaměňovali s orlem a neměli pro něj ani jméno. Supí věž první pojmenovali polští horolezci, stejně tak i Supí štěrbinu. Sępia v polském jazyce znamená „Zachmuřená“.[zdroj⁠?!] Na Slovensku se vžil nesprávný překlad. Německé a maďarské jméno jsou na památku Janusze Chmielowského (1878–1968), od roku 1901 předního polského horolezce, který byl autorem různých technických horolezeckých pomůcek a byl i literátem.

## První výstupy
- Alfred Martin a Johann Franz, 17. července 1907 – v létě
- Radovan Kuchař a Jiří Šimon, 27. prosince 1953 – v zimě

## Turistika
Věž je přístupná pouze v doprovodu horského vůdce.